# Гай Септимий Север
Гай Септимий Север (на латински: Gaius Septimius Severus) е политик и сенатор на Римската империя през 2 век.

## Биография
Произлиза от фамилията Септимии, както император Септимий Север от Лептис Магна. Син е на Септимий, който служи като суфектконсул при император Антонин Пий и брат на Публий Септимий Апер, който е суфектконсул през юли 153 г. и дядо на Гай Септимий Север Апер (консул 207 г.). Север е братовчед на Публий Септимий Гета, който е баща на император Септимий Север и на Публий Септимий Гета (консул 203 г.).
През юли 160 г. той е суфектконсул вероятно заедно с Авъл Платорий Непот Калпурниан Марцел на мястото на Марк Постумий Фест. След това той е управител на Нумидия (173 – 174 до 177 г.).